# Stranger in Moscow
"Stranger in Moscow" é o quinto e último single do álbum HIStory, do cantor e compositor americano Michael Jackson. A canção, que foi lançada mundialmente em 1996, e, nos Estados Unidos, em 1997, foi escrita por Jackson em Moscou no ano de 1993, quando ele compôs a música, ele estava se sentindo só. A canção fala de paranóia e solidão.

## Música
A canção foi muito bem recebida pelos críticos, que alegaram que a musicalidade de Jackson tinha tomado um excelente caminho. Um crítico do Los Angeles Times disse que a canção era a razão para Jackson ser chamado de "gênio". De fato, Stranger in Moscow é uma canção relaxante de se ouvir, e até hoje é considerada por muitos fãs como uma das melhores musicas de Michael. Entretanto, o que mais chamou a atenção na época não foi ritmo único, mas sim a letra. Stranger in Moscow é uma canção que retrata a nostalgia de um homem que não teve uma infância feliz, que vivia sozinho em uma imensa mansão, sendo odiado pela metade do mundo e amado pela outra. Tudo nessa música é extremamente melódico, ou como classificou o The New York Times, "Uma belíssima balada acompanhada com o som da chuva". Uma guitarra de fundo foi tocada por Steve Lukather enquanto teclados, sintetizadores e baixos são creditados a David Paich e Steve Porcaro.
Em resposta ao repórter da VH-1 sobre a música, Jackson disse:Eu a escrevi em Moscou. A letra é totalmente autobiográfica. Quando você ouve frases como "Aqui abandonado na minha fama....Apocalipse do cérebro"- naquele momento, na última turnê enquanto eu estava em Moscou, era como eu estava me sentindo. Foi meio como se tivesse criado sozinho, apareceu para mim, porque era como eu me sentia naquele momento. Totalmente sozinho, no meu hotel, estava chovendo e eu simplemente comecei e escrever. É notável ver nos vídeos do show da Dangerous World Tour de Moscou, que a chuva atrapalha o desempenho de Michael e sua equipe no palco, isso mostra que realmente chovia no dia em que ele compôs a música, e seria a explicação para o som de chuva caindo no início da canção. Logo se vê que Jackson quis captar ao máximo aquele momento de solidão na música.
Jackson disse que a partir de Stranger In Moscow que ele encontrou o conceito do álbum HIStory, e decidiu fazer um álbum de inéditas e não um de sucessos anteriores com poucas faixas novas.
Stranger in Moscow foi número #1 na Espanha e número #4 no Reino Unido e nos Países Baixos.

## Vídeoclipe
O vídeo da canção mostra Jackson e mais cinco personagens vivendo uma vida de solidão na capital russa. Moscou foi escolhida como palco do vídeo por ser uma cidade silenciosa, ou como Michael mesmo disse, "Uma cidade onde mesmo estando no meio da rua, você ainda está sozinho". Mas apesar disso o vídeo foi gravado num estúdio, onde depois foi inserido o cenário da cidade. Os efeitos especiais aparecem em câmera lenta, como as aves e vespas voando, ou o café derramando sob a mesa. No final do vídeo, todos os personagens "lavam a alma" com uma chuva que cai sobre a cidade russa.

## Stranger in Moscow no Sonic 3
Em um dos jogos de Sonic feito pela SEGA, foram descobertos algumas melodias idênticas as músicas de Michael Jackson. Mas Stranger in Moscow é a música com mais similaridade com a música dos créditos do Sonic 3. Suspeitava-se que Michael tinha feito algumas músicas para o jogo, mas devido a suas polêmicas na época, o nome dele não foi creditado. Após a morte do cantor, o compositor Brad Buxer, um antigo colaborador de Michael, confirma uma longa especulação na comunidade de gamers. "Ele me chamou para ajudá-lo neste projeto",contou Buxer à revista francesa "Black Or White". "Na época, os consoles de games não permitiam uma reprodução de som otimizada, e Michael ficou frustrado com isso. Ele preferiu não associar seu nome a um produto que desvalorizava sua música, por isso não foi creditado como compositor", explicou o músico. Naoto Ohshima, ex-empregado da Sega e responsável pelo visual de personagens como Sonic e Dr. Robotnik, declarou que Jackson foi a inspiração para o ouriço azul.

## Desempenho nas paradas musicais
| Parada musical (1996)                     | Posição |
| ----------------------------------------- | ------- |
| Austrália - Australian Singles Chart      | 14      |
| Áustria - Austrian Singles Chart          | 7       |
| Bélgica - Belgium (Vl)                    | 25      |
| Bélgica - Belgium (Wa)                    | 21      |
| Países Baixos - Dutch Singles Chart       | 4       |
| Finlândia - Finnish Singles Chart         | 14      |
| França - French Singles Chart             | 18      |
| Nova Zelândia - New Zealand Singles Chart | 6       |
| Itália - Italian Singles Chart            | 8       |
| Espanha - Spanish Singles Chart           | 1       |
| Suécia - Swedish Singles Chart            | 21      |
| Suíça - Swiss Singles Chart               | 5       |
| Reino Unido - UK Singles Chart            | 4       |
| Estados Unidos - Billboard Hot 100        | 91      |
| Parada musical (2009)                     | Posição |
| Suíça - Swiss Singles Chart               | 75      |
| Reino Unido - UK Singles Chart            | 91      |